# دویس
دویس (به عربی: الدویس) یک شهرداری در الجزایر است که در استان جلفه واقع شده‌است. دویس ۱۰٬۳۵۶ نفر جمعیت دارد.